# Montmirey-le-Château
Montmirey-le-Château ist eine französische Gemeinde mit 197 Einwohnern (Stand 1. Januar 2022) im Département Jura in der Region Bourgogne-Franche-Comté. Sie gehört zum Arrondissement Dole und zum Kanton Authume.
Die Nachbargemeinden sind Dammartin-Marpain im Norden, Brans und Offlanges im Osten, Moissey im Süden, Montmirey-la-Ville im Westen sowie Champagney und Pointre im Nordwesten.

## Bevölkerungsentwicklung
| Jahr                       | 1962 | 1968 | 1975 | 1982 | 1990 | 1999 | 2006 | 2017 |
| -------------------------- | ---- | ---- | ---- | ---- | ---- | ---- | ---- | ---- |
| Einwohner                  | 157  | 121  | 137  | 127  | 123  | 145  | 196  | 197  |
| Quellen: Cassini und INSEE |      |      |      |      |      |      |      |      |

## Sehenswürdigkeiten
- Château de Montmirey-la-Ville, Schloss aus dem 19. Jahrhundert – Monument historique[1]